# Søldarfjørður
Søldarfjørður (IPA: [ˈsœldaɹˌfjøːɹʊɹ], danska: Solmundefjord), tidigare Sólmundarfjørður, är ett samhälle på Färöarna och en av de orter som ligger längs med Skálafjørður på Eysturoy. Administrativt tillhör Søldarfjørður Runavíks kommun. Vid folkräkningen 2015 hade Søldarfjørður 349 invånare.
Man tror att samhället grundades under landnamstiden.

## Befolkningsutveckling
| Befolkningsutvecklingen i Søldarfjørður 1985–2015 | Befolkningsutvecklingen i Søldarfjørður 1985–2015 | Befolkningsutvecklingen i Søldarfjørður 1985–2015 | Befolkningsutvecklingen i Søldarfjørður 1985–2015 | Befolkningsutvecklingen i Søldarfjørður 1985–2015 |
| ------------------------------------------------- | ------------------------------------------------- | ------------------------------------------------- | ------------------------------------------------- | ------------------------------------------------- |
|                                                   |                                                   |                                                   |                                                   |                                                   |
| År                                                |                                                   |                                                   | Folkmängd                                         |                                                   |
| 1985                                              | 1985                                              |                                                   | 330                                               |                                                   |
| 1990                                              | 1990                                              |                                                   | 357                                               |                                                   |
| 1995                                              | 1995                                              |                                                   | 323                                               |                                                   |
| 2000                                              | 2000                                              |                                                   | 347                                               |                                                   |
| 2005                                              | 2005                                              |                                                   | 355                                               |                                                   |
| 2010                                              | 2010                                              |                                                   | 328                                               |                                                   |
| 2015                                              | 2015                                              |                                                   | 349                                               |                                                   |
|                                                   |                                                   |                                                   |                                                   |                                                   |